# Torsebro
Torsebro est une localité de Suède dans la commune de Kristianstad en Scanie.
Sa population était de 270 habitants en 2010.